# Port de Calais
Le port de Calais est un port français situé à la limite de la Manche et de la mer du Nord. Distant de seulement 38 km des côtes britanniques, il est l'un des points de passage le plus court entre l'Europe continentale et les îles britanniques — le pas de Calais —, faisant de l'axe Calais-Douvres un lien d'importance entre la France et la Grande-Bretagne. Premier port français pour le trafic transmanche et premier port d’Europe continentale de voyageurs. Un peu moins de 9 millions de passagers ont traversé la Manche depuis le port de Calais en 2017  alors que près de 43 millions de tonnes de marchandises ont transité depuis le port de Calais vers Douvres.    
Depuis 2015, les ports de Calais et de Boulogne, réunis dans une entité commune, le port Boulogne-Calais, sont gérés par la Société d’exploitation des ports du détroit (SEPD) dans le cadre d'une délégation de service public et sont la propriété de la région Hauts-de-France.

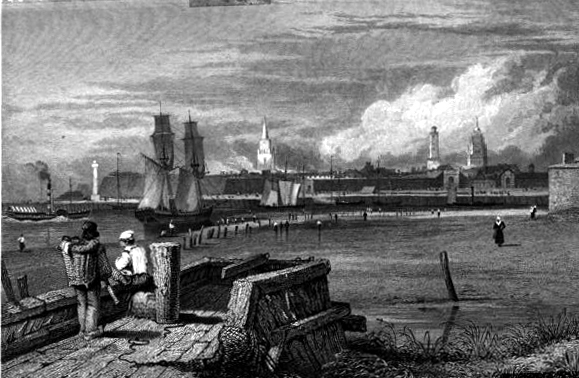
Port de Calais en 1835

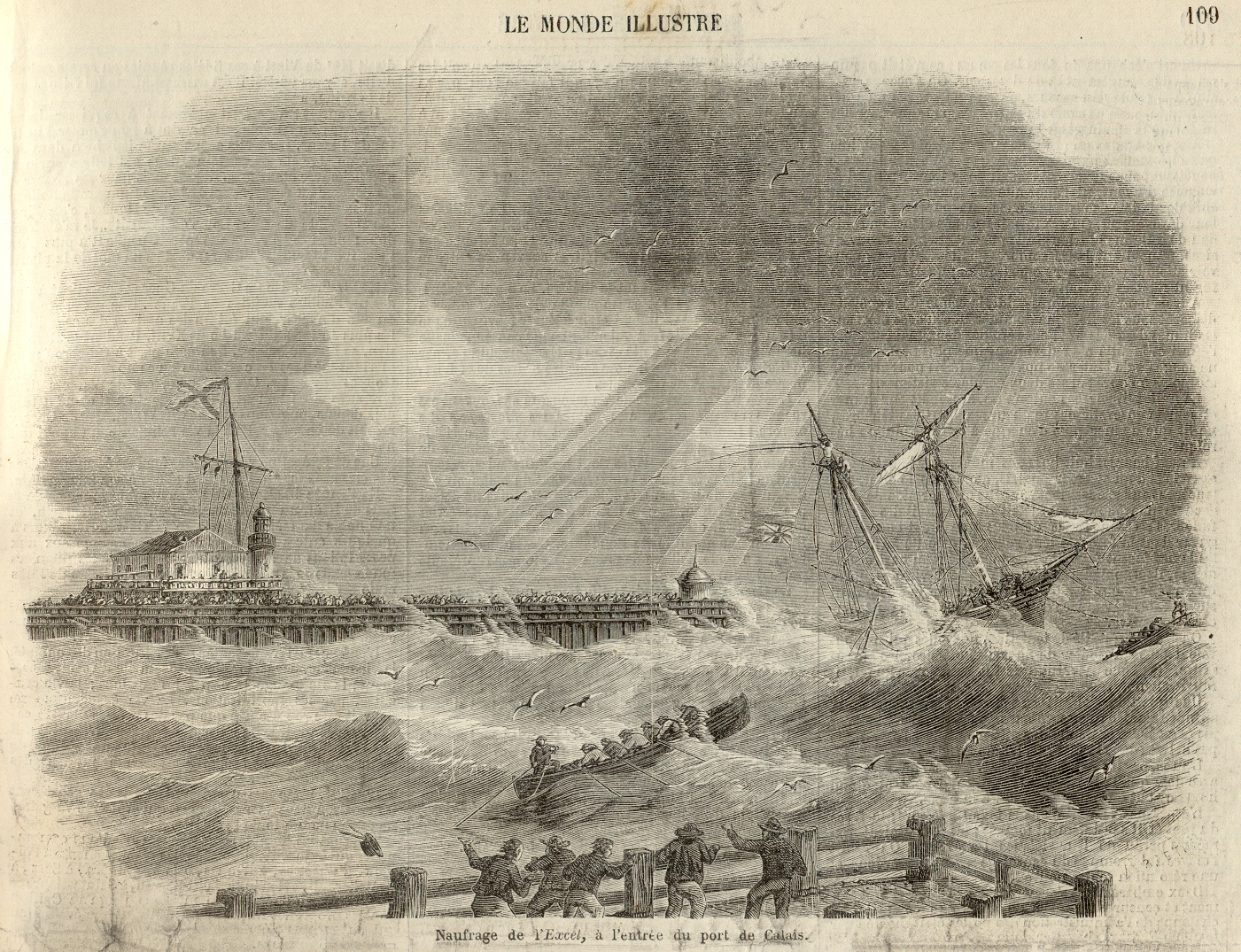
Naufrage de l'Excel, dans la tempête à l'entrée du port 1858

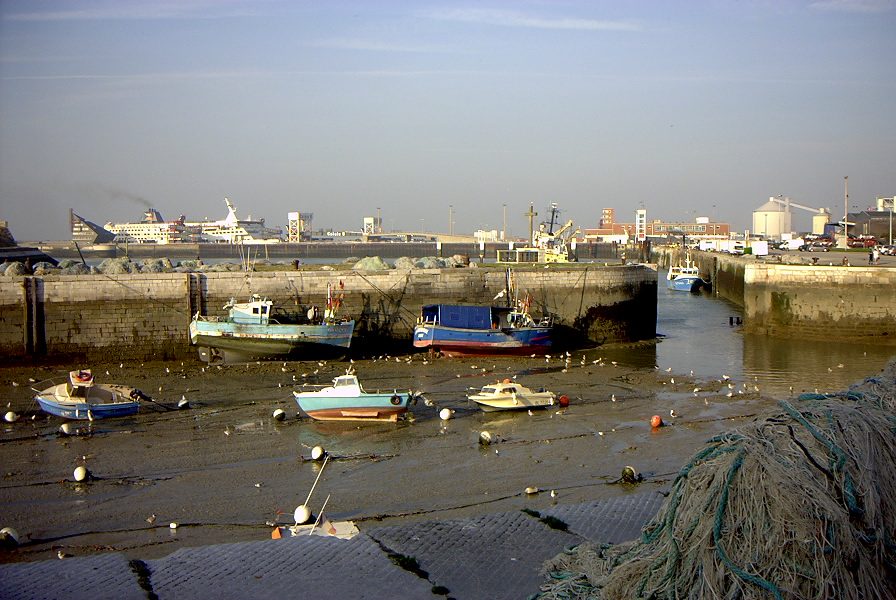
Arrière-port de Calais, à marée basse (2005)

## Histoire
Ancien port stratégique sur le détroit de Calais ; port militaire et de pêche, le port de Calais n'a cessé de s'agrandir.
En 997, Baudoin IV, dit  le Barbu, comte de Flandre, fait creuser et agrandir le port »  près duquel Philippe, comte de Boulogne construit un château fort, commençant à enceindre le bourg de Calais d'épaisses murailles ; faisant apporter par terre et par mer des provisions de bois et pierres, et, « à l'exemple de son père, se mit en devoir de faire respecter  sa terre par les défenses dont il la couvrit ».
En 1190, Henri de Lorraine accorde une concession aux “échevins et bourgeois” de Calais.
En 1347, le port n'est qu'un bassin ouvert muni d'un quai au nord (au lieu-dit Paradis actuellement)  Fin 1347, Édouard III d'Angleterre améliore le port de Calais qu'il vient de conquérir ; Jean et Alexandre Lestrauge, sergents d’armes sont envoyés faire provision de fascines et autres objets nécessaires à la réparation du Paradis.
Vers 1444, Les Anglais construisent deux jetées, puis et un arrière port équipé d'un barrage permettant de lâcher les eaux retenues derrière pour par effet de chasse vider la vase qui s’accumulait dans le port.
En 1520, la jetée-ouest mesure 70 toises de long  et celle de l’est 90, devant le Risban.
Vers 1550, Henri VIII fait dresser une grande écluse de garde au « Fort Nieulay »
En 1557, le 27 décembre, les gouverneurs anglais de Calais et de Guînes alertent la reine Marie d’Angleterre sur le projet qu'ont les Français de reprendre Calais. Ils se plaignent de la faiblesse des garnisons de Guînes, Hames, du fort Nieulay et du fort Risban ainsi et du manque de provisions. La reine ne prend pas la mesure de la menace et perd Calais 10 jours plus tard.
En 1366, les Anglais construisent à Calais une « Etape » pour le transit des laines entre l'Angleterre et la Flandre
En 1580, le tremblement de terre du 6 avril 1580 a eu un épicentre rétrospectivement situé dans le pas de Calais, entre la France et l'Angleterre. Boulogne et Calais ont été touchés par un petit tsunami (ou une succession de grandes vagues ?) qui aurait aussi mis en difficulté des navires en mer. Mais dans cette région qui a subi de nombreuses guerres, il reste peu de témoignages précis de cette époque.
En 1604, une nouvelle enceinte, flanquée de deux bastions protège le Fort Risban,
En 1620, le 28 décembre, Louis XIII ordonne qu'on construise grande digue du Risban, ce qui fut fait en 4 mois par Gabriel de Lattaignant
En 1697, puis à plusieurs reprises dont en 1842, on prolongera encore les jetées,
En 1843, le jour de Noël, on inaugure l'écluse Raffeneau de Lisle, avec une fête où l'on rappelle l'importance séculaire du port et célèbre la mémoire de l'ingénieur décédé quelques jours avant et M. Nehou, son élève
En 1846, on élargit le quai de la marée et en 1849 la gare maritime du Paradis et l’embarcadère du bassin Ouest sont mis en service,
De 1875 à 1889, on construit le nouveau port tandis qu'il est dirigé à la fin du 19e siècle par Jean Sanson, avec en 1920 la réfection des portes et les maçonneries de l’écluse (de 21 m) du « Bassin Carnot » . Au XXe siècle Calais, bien que fortement affecté par deux guerres mondiales (le port est presque entièrement reconstruit en 1946) devient alors un port industriel, d'hovercrafts et de transit roulier très important.
En 2004, une seconde passerelle Ro-ro est construite, et le Bassin de Plaisance est certifié ISO 9001. Il dispose en 2009 d'environ 300 anneaux (places).
Une récente extension (Port-Est) souhaitée par la Chambre de commerce et d'industrie de Calais a fait l'objet d'un vote à l’unanimité du Conseil régional (devenu « proporiétaire » du port dans le cadre de la décentralisation portuaire française) le 25 juin 2009. À la suite de l'accord de la Commission nationale du débat public du 1er juillet 2009, un débat public relatif à ce projet dit « Calais port 2015 » a eu lieu du 11 septembre au 24 novembre 2009.
En octobre 2015, le terminal de l'autoroute ferroviaire au port à l'Est est inauguré.

## Trafic de voyageurs
Le port de Calais est aussi un point de passage privilégié entre le Royaume-Uni et le continent pour des millions d’utilisateurs, principalement britanniques. Deux compagnies de ferries assurent quotidiennement jusqu’à 50 traversées entre le port de Douvres et le port de Calais : P&O ferries et DFDS.
En 2016, 9 090 694 de passagers ont traversé la Manche en ferry pour rejoindre la France ou le Royaume-Uni. À la suite du démantèlement de la Jungle et des efforts fournis par le Port Boulogne Calais pour sécuriser les abords des infrastructures portuaires, le port souhaite désormais voir revenir les voyageurs en 2017, notamment grâce à ses avantages compétitifs sur ses concurrents.
Ce port français figure parmi les vingt plus importants ports maritimes de l'UE pour le trafic passager. Il est classé par Eurostat cinquième port avec huit millions neuf cent quatre-vingt dix passagers en 2017.

## Trafic de marchandises
Le trafic de marchandises transmanche était d'environ 42 996 737 de tonnes de fret en 2016 . Ce qui fait du Port Boulogne Calais, le premier port français de trafic roulier (trafic marchandises hors conteneurs) après Marseille, le Havre et Dunkerque.
Le 25 avril 2017, le Port Boulogne Calais a annoncé une reprise du trafic fret au premier trimestre 2017 et qui a permis au port de Calais de réaliser le meilleur trimestre de toute son histoire avec un record absolu pour le mois de mars durant lequel 181 005 unités fret ont utilisé les installations portuaires calaisiennes. Le nombre de poids-lourds ayant transité par le port de Calais a crû de 11,2% par rapport au premier trimestre 2016, enregistrant le passage de 507 851 poids-lourds. Ce record du trafic des poids-lourds permet au port de Calais de consolider sa position de leader du trafic fret transmanche avec 47,72% de parts de marché.

## Trafic de poids-lourds non-accompagnés

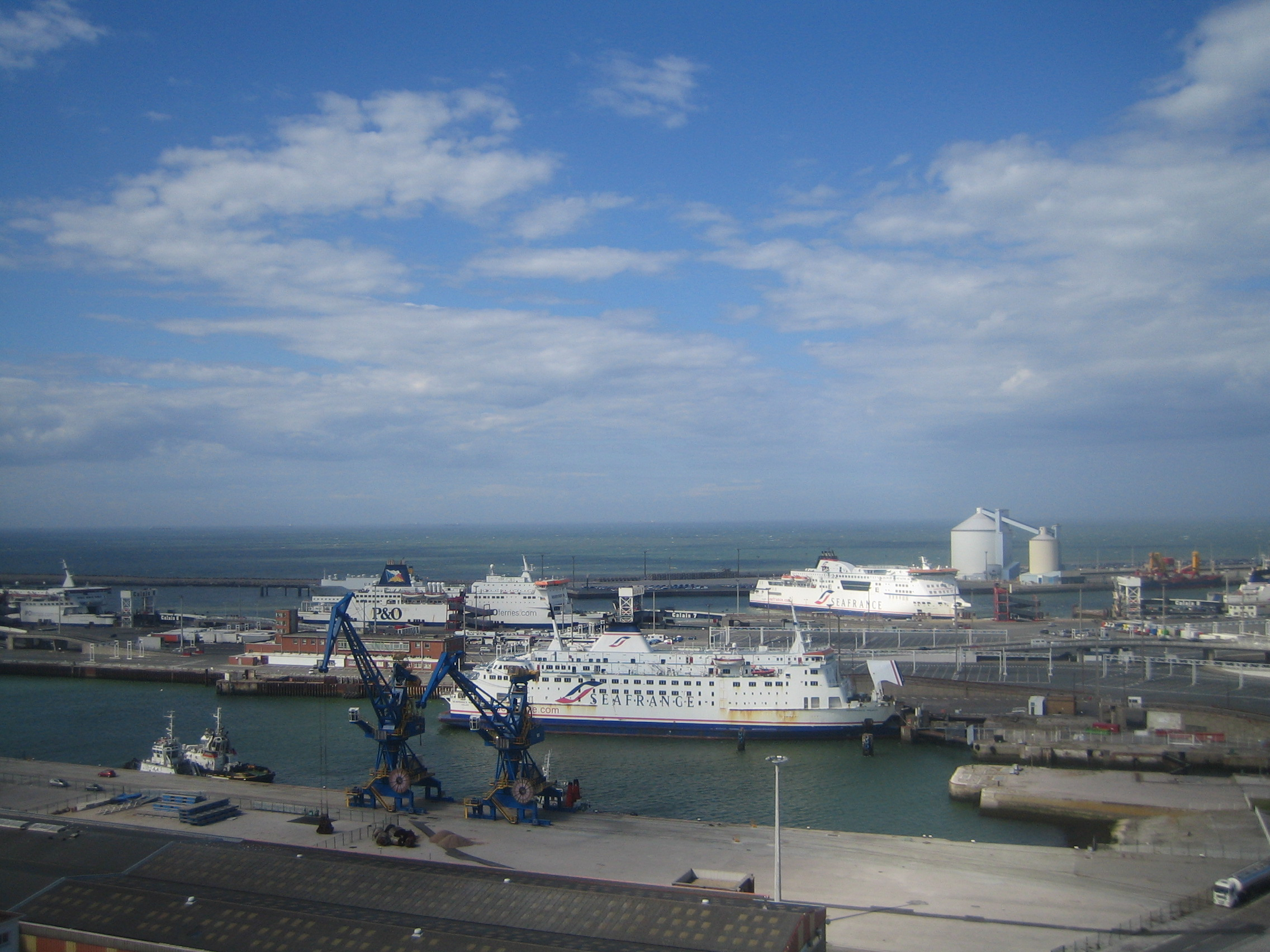
Ferrys des compagnies SeaFrance et P&O dans le port.

Depuis le 29 mars 2016, l’autoroute ferroviaire VIIA Britanica reliant Le Boulou (Pyrénées Orientales) à Calais est entrée en service. Avec 1200 km de routes évitées pour les transporteurs routiers, VIIA Britanica permet à des trains transportant 40 semi-remorques non-accompagnées de traverser la France en seulement 22 heures.
Après une suspension temporaire de l’autoroute ferroviaire entre Juillet et Octobre 2016 à la suite de la crise migratoire, VIIA, opérateur de l’autoroute ferroviaire, a décidé de la remettre en service, jugeant que la sécurité était revenue aux abords du port de Calais.
Au premier trimestre 2017, ce sont 13 185 remorques venues  par la route et par le train qui ont transité par le port de Calais et voyagé en mode non-accompagné.

## Infrastructures

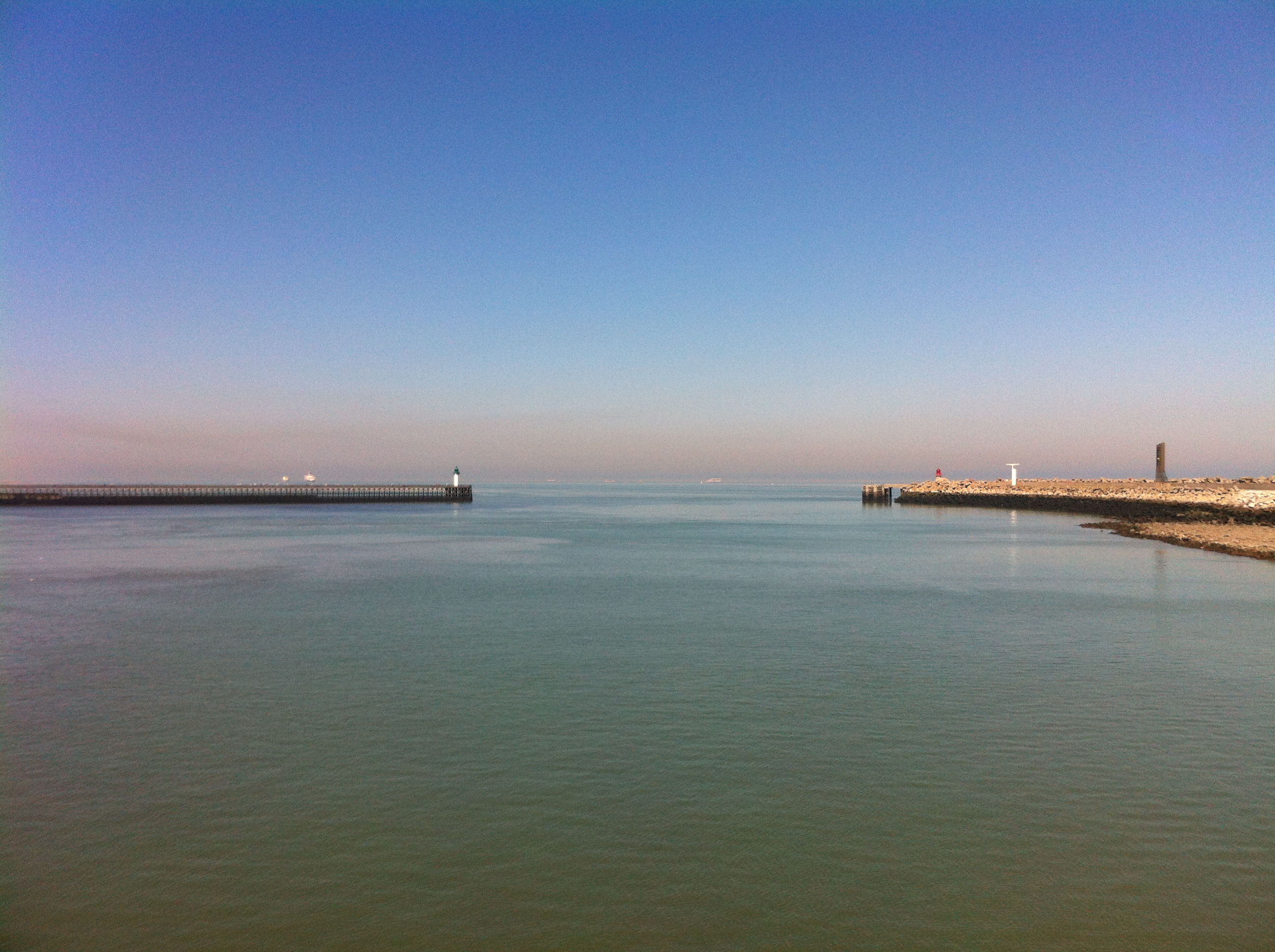
Jetée Ouest et Jetée Est, depuis le Duc-d'Albe de la passerelle T1.

### Infrastructures existantes
Les infrastructures actuelles du port de Calais se composent de :
- L'ancien et arrière-port;
- Le quai en eau profonde « Paul Devot » qui borde une souille draguée à -10,00 m, sur 240 mètres, accueillant des cargos jusqu'à 9 mètres de tirant d'eau et 190 m de long;
- Le « bassin de batellerie » ; qui communique avec le bassin « Carnot » et le canal de Calais à Saint-Omer (VNF) reliant le port aux voies navigables régionales et européennes ;
- Le bassin « Carnot » (plus de 13 ha, fermé par l'écluse Carnot);
- Le port de plaisance (géré par la société Edeis dont elle a la concession);
- Le "nouveau port", autour du bassin Président Henri Ravisse (1,2 km x 0,2 km), pouvant accueillir de gros cargos en eau profonde. C'est un port soumis aux marées, entretenu par dragage à la côte (-9m, par rapport au zéro de la carte marine), avec un quai Nord en eau profonde (desservis par voies ferrées, avec un faisceau de triage).

### Calais port 2015
Imaginé dès 2002, à l’initiative de la Chambre de commerce et d’industrie de Calais alors concessionnaire du port et porté par la Région Hauts-de-France, le projet Calais Port 2015 est entré dans sa phase de réalisation en 2016 pour aboutir au doublement des infrastructures portuaires en janvier 2021. D’un montant de 650 millions d’euros, Calais Port 2015 est le premier chantier maritime d’infrastructures prioritaires de l’Union européenne.
Il a été pensé pour répondre à un double défi : accueillir les futures générations de ferries et de rouliers et faire face à l’augmentation des trafics attendue à l’horizon 2020 / 2025.
Calais Port 2015 permettra d’adapter les infrastructures et les équipements portuaires actuels aux navires de nouvelle génération ainsi qu’aux nouvelles données du trafic maritime calaisien. Eco-conçu, Calais Port 2015 respecte les engagements de préservation de la flore et de la faune pris par la Région Hauts-de-France lors de l’enquête publique et devant le conseil national de la protection de la nature.

#### La digue
La construction de la digue est le fil rouge de la réalisation de l’extension du port de Calais. Démarrée en 2016, la nouvelle digue du port de Calais sera achevée en 2021.
Le projet consiste à réaliser une digue d’environ trois kilomètres, à terrasser par dragage le fond du futur bassin et à utiliser les matériaux issus de ces dragages pour construire de nouveaux terre-pleins gagnés sur la mer en les stockant derrière des digues provisoires.
La digue principale servira à protéger la navigation et les équipements du port, à l’intérieur d’un bassin de 90 ha. Sa carapace composée de Xblocs est conçue pour résister aux tempêtes et à la montée des eaux dans les cent prochaines années.

#### Le bassin
Si la digue permet de ceinturer le bassin tout en le protégeant des courants, des houles et des tempêtes, le bassin permettra l’accostage et les manœuvres de ferries de 240 mètres de long, mais également d’autres types de navires pouvant excéder cette taille. Le bassin abrite ainsi plusieurs zones d’évitage, permettant à plusieurs navires de manœuvrer en même temps.
Le port étant construit pour le très long terme, la forme et la profondeur du bassin ont été imaginées pour accueillir des navires plus volumineux, moins consommateurs d’énergie. Ces unités restent à construire, mais elles permettront aux compagnies transmanche d’accompagner la croissance des trafics, tout en rationalisant leur flotte.

## Sécurité
Des efforts importants ont été consentis pour sécuriser l’accès au tunnel et aux zones portuaires calaisiennes. Depuis 2015, un important dispositif de sécurité a été mis en place à Calais avec le déploiement de 1 300 policiers au plus fort de l’afflux migratoire et de 50 kilomètres de barbelés pour protéger l’arrivée des voyageurs au terminal transmanche.
Les accords du Touquet de 2003 ont confié à la France la gestion de la frontière franco-britannique, et Paris a obtenu en contrepartie une aide substantielle du Royaume-Uni pour sécuriser l’accès au tunnel et aux infrastructures portuaires. En 2016, le Royaume-Uni a débloqué une enveloppe de 22 millions d’euros pour contribuer à l’effort de protection des frontières.
Concernant le renforcement de la sécurité au sein du port, des systèmes de contrôle ont été mis à la disposition de tous les conducteurs qui se présentent avant d’accéder à la plateforme transmanche. Un réseau complet de caméras de surveillance assure le contrôle du terminal transmanche. A ce jour, aucun accident n’a eu lieu dans l’enceinte portuaire.

## Autorité portuaire
La région Hauts-de-France est devenue, dans le cadre de la décentralisation portuaire, le nouveau propriétaire du port de Calais depuis le 1er janvier 2007. Selon la loi no 2004-809 du 13 août 2004 relative aux libertés et responsabilités locales, les compétences transférées s’étendent à la propriété, à l’aménagement, à l’entretien et à la gestion des ports maritimes concernés. Elles englobent les droits et obligations du propriétaire.
La région Hauts-de-France devient ainsi « l’autorité portuaire » des ports de Boulogne-sur-Mer et Calais, responsable du service public portuaire et, le cas échéant, l’autorité concédante.
Ses compétences se déclinent autour des volets suivants 
- la définition de la stratégie de développement du port concerné et de valorisation domaniale des emprises disponibles ;
- la maîtrise d’ouvrage (études, décision d’investissement, passation des marchés…) des infrastructures non concédées et des extensions de port ;
- dans le respect des dispositions de droit commun applicables, la détermination du régime d’exploitation du port maritime (régie directe, sous-traitance ou délégation de service public) et, le cas échéant, le choix de l’exploitant ou des exploitants ;
- l’organisation du financement du port.

À ces compétences s’ajoutent celles du propriétaire, notamment en matière de gestion domaniale, avec la latitude de déclasser et d’aliéner les biens devenus inutiles au service public, dans le respect des dispositions législatives et règlementaires en vigueur, en particulier l’article L. 321-5 du code de l’environnement pour l’utilisation du domaine public maritime.
Corrélativement, la région en assure la police de l’exploitation et de la conservation